# 戦没将兵追悼記念日

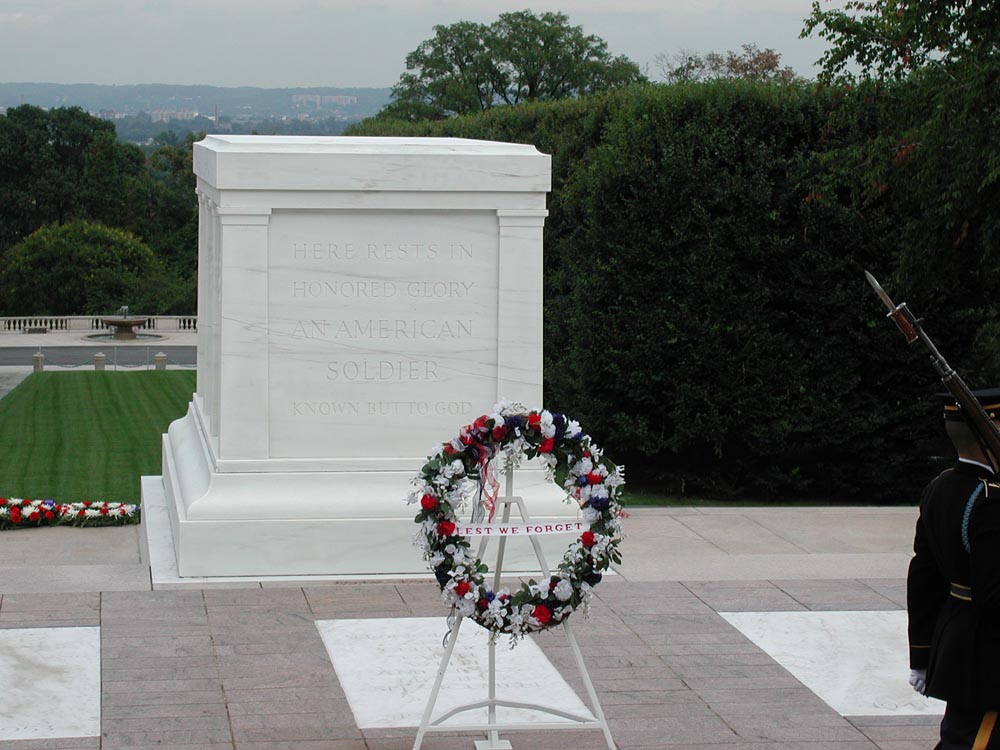
アーリントン国立墓地にある無名戦士の墓

戦没将兵追悼記念日（せんぼつしょうへいついとうきねんび、英語: Memorial Day、メモリアルデー）とは、アメリカ合衆国の連邦政府の定めた祝日で、5月の最終月曜日である。戦没将兵記念日（せんぼつしょうへいきねんび）、戦没者追悼記念日（せんぼつしゃついとうきねんび）、などとも呼ばれる。かつては、「デコレーション・デー（Decoration Day）」として知られていた。
この祝日は、兵役中に死去したアメリカ軍（陸軍、海軍、空軍、海兵隊、宇宙軍、沿岸警備隊）兵士を追悼する日である。
最初は、内戦であった南北戦争で戦死した兵士を顕彰するために始められた。やがて、第一次世界大戦以降、あらゆる戦争、軍事行動で死去したアメリカ軍兵士を含むように拡大された。

## 伝統的な行事
多くのアメリカ人はこの祝日に墓地や記念碑を訪れる。国をあげて追悼時刻はワシントン時間（東部標準時）で「午後3時」である。もう一つの伝統は、地方時間の夜明けから正午まで星条旗（アメリカ合衆国の国旗）の半旗を掲揚することである。ボランティアが、国立墓地にあるそれぞれの墓の上に星条旗を供える。

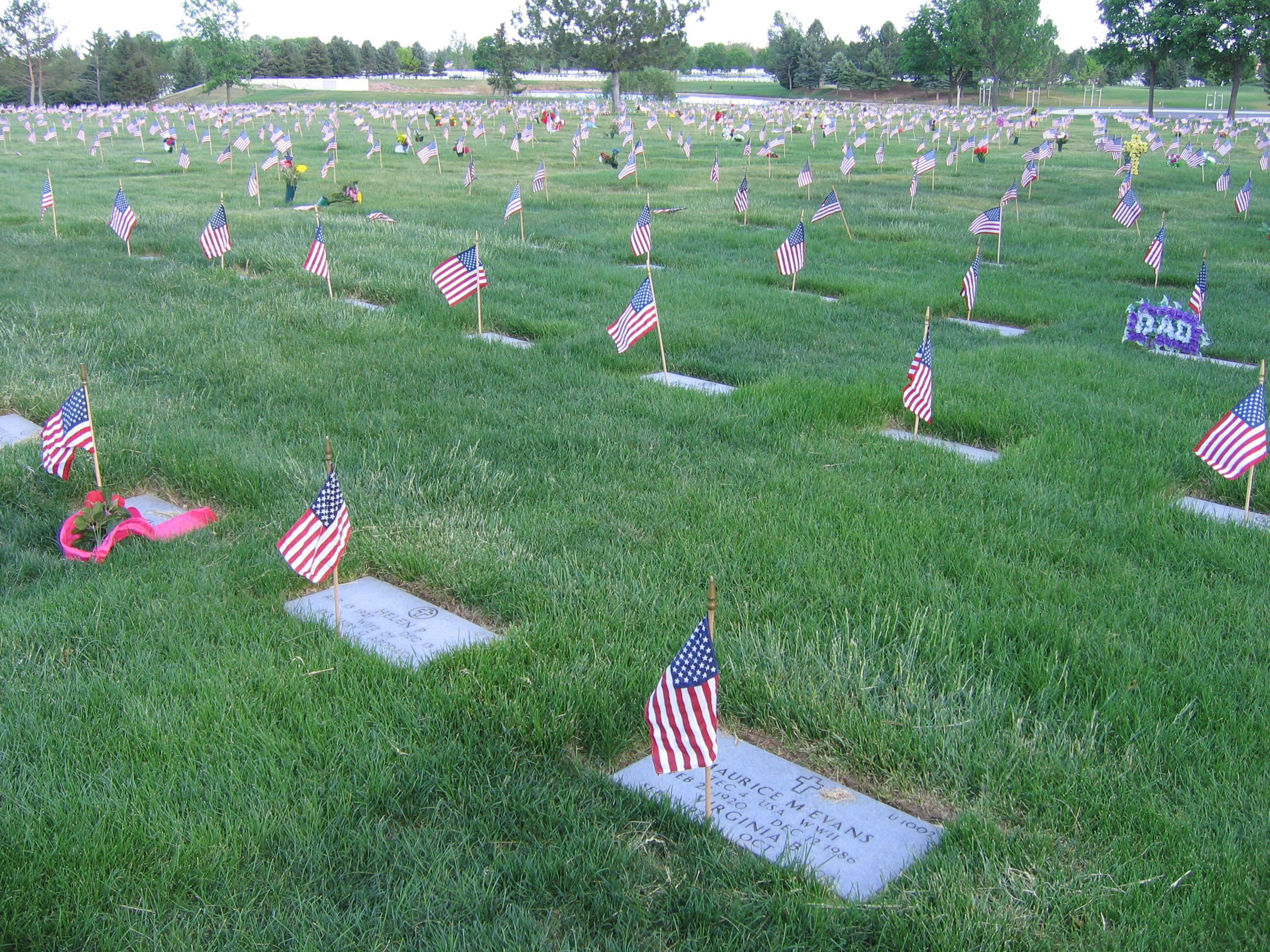
2006年 フォート・ローガン国立墓地

追悼に加え、戦没将兵追悼記念日はまたピクニック、家族の集い、スポーツイベントの機会でもある。スポーツにおいて最も長く続く伝統の一つはインディ500であり、1911年以来、記念日前日の日曜日に決勝レースがおこなわれている。
一部の米国人は、戦没将兵追悼記念日を非公式な夏の始まり、レイバー・デーを非公式な夏の終わりとみなしている。自動車事故やその他の安全に関する事故が起こりやすいシーズンが始まることを考慮して、国のシートベルト着用 (Click it or ticket) キャンペーンが戦没将兵追悼記念日の週末から始まる。アメリカ空軍の「夏の重要な101日 (101 Critical days of summer)」もこの日に始まる。一部の米国人は、戦没将兵追悼記念日の週末を兵士のみならず死去した家族を悼むこともしたりする。戦没将兵追悼記念日に先立つ日曜日のキリスト教の教会（アメリカ合衆国の現代キリスト教）の礼拝式では、過去1年間に死去した信者の名前の朗読が行われることもある。
戦没将兵追悼記念日は、かつては「5月30日」であった。日付に重要性はないが、退役軍人会(Veterans of Foreign Wars、VFW)や南北戦争北軍退役軍人会(Sons of Union Veterans of the Civil War、SUVCW)のような一部の団体は、固定された日に戻すことを主張している。退役軍人会は、2002年の戦没将兵追悼記念日の演説で「単に3連休にするために日付を変えることは、戦没将兵追悼記念日の意義を弱める。疑いもなく、このことが大衆の戦没将兵追悼記念日に対する無関心の大きな原因となっている。」と述べた。  ハワイ州の日系アメリカ人上院議員ダニエル・イノウエは、第二次世界大戦に兵士として従軍経験があるが、1998年以来、戦没将兵追悼記念日を伝統的な日に戻す方法を繰り返し発表している。

## 歴史
南北戦争の終結後、多くの地域社会で戦争終結の記念日又は戦没者を追悼する日と定められた。戦没将兵追悼記念日を早期に創設した街には、サウスカロライナ州チャールストン、ペンシルベニア州ボールズバーグ(Boalsburg)、バージニア州リッチモンド、イリノイ州カーボンデール、ミシシッピ州コロンバス、その他24の都市や町がある。これらの行事は、結局、北軍の死者を称えるデコレーション・デーと複数の南軍の戦没将兵追悼記念日前後に行われるようになった。
1865年、エール大学歴史学部のデイヴィッド・ブライト(David Blight)教授の提案にしたがって、初めての戦没将兵追悼記念日がチャールストンの歴史的な競技場で、解放された奴隷によって祝われた。その場所は、収容中に亡くなった北軍兵士の共同墓地であっただけでなく、以前の南部連合政府の捕虜収容所であった。多くの解放された黒人と北軍兵士のパレードの後には、愛国心にあふれた歌声とピクニックが続いた。戦没将兵追悼記念日の公式な誕生地はニューヨーク州ウォータールーである。その村が誕生地とされるのは、その村が1866年5月5日に、そしてその後毎年その日を祝ったからであり、そしておそらくは著名なウォータールーの住民であるジョン・マレー(John Murray)将軍と、その日を毎年祝うように求め、イベントを全国に広げるように一役買ったジョン・A・ローガン将軍の友情がその成長の鍵となる要因だったからであろう。
ローガン将軍は、南軍が特別な日に自軍の死者を称える方法に感銘を受け、北軍にも同じような日が必要であると確信した。伝えられるところによると、ローガンは次のようにするのが最もふさわしいと語ったといわれる。古人は、特にギリシア人は、死者を、特に英雄を月桂樹と花の飾りで称えた。この地のすべての兵士の墓を飾るための日とするよう命令を出すつもりである。もしできるなら、その日を祝日としたい。(http://www.dixiescv.org/csa-memorial-day.html 及び http://hnn.us/articles/754.html)
ローガンは、1866年4月29日、イリノイ州カーボンデールの墓地で行われた市を挙げての記念祝典の主講演者であった。おそらくその日を国民の祝日にするというアイデアが彼の頭に浮かんだのはこのイベントである。1868年5月5日退役軍人の団体、グランド・アーミー・オブ・ザ・リパブリック(Grand Army of the Republic)の長という立場で、ローガンは「デコレーション・デー」を全国的に祝うべきであるという声明を発表した。そして同じ年の5月30日に初めて祝われることとなった。その日が選ばれたのは、それが戦闘の記念日ではなかったからである。北軍兵士の墓はこの日を祝って飾られた。
多くのアメリカ連合国の州は、北軍に対して残っていた敵意のため、また、南部に暮らす北軍の復員軍人がきわめて少なかったためデコレーション・デーを祝うことを拒んだ。多くの南部諸州は戦没将兵追悼記念日をずっと認めなかったが、第一次世界大戦の多くの復員軍人は南部出身であったため第一次世界大戦以降認めるようになった。ただし、南部諸州は、州によって日付は異なるが、引き続き連合国の戦没将兵追悼記念日が別にあった。注目すべき例外はコロンバス（ミシシッピ州）で、1866年のデコレーション・デーに墓に埋められた北軍及び南軍の犠牲者を共に追悼した。
「戦没将兵追悼記念日」という呼称は1882年に初めて用いられた。しかし、第二次世界大戦後になるまでずっと一般的にはならず、1967年まで連邦法では公式な呼称としては用いられなかった。
1968年6月28日、月曜休日統一法(Uniform Holidays Bill)がアメリカ合衆国議会を通過し、週末を三連休にするために4つの祝日が従来の日から指定された月曜日に移された。この祝日とは、初代大統領ジョージ・ワシントンの誕生日 (発展して大統領の日(Presidents' Day)となった)、コロンブス・デー、復員軍人の日(Veterans Day)、戦没将兵追悼記念日である。これにより戦没将兵追悼記念日はこれまでの5月30日から5月の最終月曜日に変わった。法律は、連邦レベルで1971年に施行された。若干の導入時の混乱と州レベルでの反発の後、全50州が数年内に施策を承認した。もっとも、復員軍人の日は結局元来の日に戻ったが。皮肉なことではあるが、ほとんどの企業はもはやコロンバス・デーや復員軍人の日を休日とすることを廃止しており、大統領の日を営業日とする企業も増えつつある。
戦没将兵追悼記念日は、南北戦争に起源を持つため、米国外では祝日ではない。ヨーロッパにおいてはフランス、ベルギーだけでなくイギリス連邦諸国も、戦死した軍人に「リメンバランス・デー」(Remembrance Day)(11月11日)又はその前後に、敬意を払う日を定めている。リメンバランス・デーは第一次世界大戦に起源を持つ。米国ではその日を「復員軍人の日」(旧：休戦記念日(Armistice Day))とし、全ての復員軍人に、生死を問わず敬意を払う。アイルランドでは、ナショナル・デー・オブ・コメモレーション(National Day of Commemoration)(7月11日に最も近い日曜日)に、過去の戦争であるいは国際連合の従軍中に殉死したすべてのアイルランドの人々を追悼する。日本では、8月15日が終戦の日（1945年/昭和20年：日本の降伏、玉音放送）とされ（国民の祝日ではないが）、天皇皇后や首相など政府閣僚、戦没者の遺族らが集い、東京都千代田区の日本武道館で政府主催の全国戦没者追悼式が行われる。

## 文学、音楽において
米国南東部の諸州では、デコレーション・デーをすべての家族の墓を飾る日として祝い、軍人のためだけのものとはしていない。
その地域では、デコレーション・デーを戦没将兵追悼記念日の前の日曜日に祝う。
ジェイソン・イスベル(Jason Isbell)のフォークロック・バンド、ドライブ・バイ・トラッカーズ(Drive-By Truckers)は、そうしたイベントを『デコレーション・デー』というバラードで表現した。『デコレーション・デー』は、個別のアルバムのタイトルにもなっている。
チャールズ・アイヴズ(Charles Ives)の交響詩『デコレーション・デー』(Decoration Day)は、彼が子供の頃経験した祝日を、父の仲間達と町の墓地に向かう途中をトランペットによる葬送ラッパの演奏で、町へ戻る途中をより活き活きした行進曲の旋律で描いた。しばしば、『ニューイングランドの祝祭日交響曲 第2楽章』として祝日に基づいたアイヴズの他の3作品と共に演奏される。
ホワイトハウスリメンバランス委員会(White House Commission on Remembrance)には、閲覧者が無料で視聴できる歌曲をホームページNational Moment of Remembrance Home Page.上で公開している。『葬送ラッパ』だけでなく、チャールズ・ストラウス(Charles Strouse)の『オン・ディス・デー』(On This Day)の様々な演奏をダウンロードできる。他の多くの人々も戦没将兵追悼記念日のために作品を提供しており、その中には有名な歌や詩も含まれる。

## メモリアル・デーのポピー
1915年の第二次イーペルの戦いの後、カナダ海外派遣軍（Canadian Expeditionary Force）の医師ジョン・マクレイ中佐は、「フランダースの野に」という詩を書いた。冒頭の行で描いているのは、フランダースの兵士の墓で育つポピー畑を指している。
1918年、この詩にインスパイアされたYWCAで働いていたモイナ・マイケルは、シルクのポピーを留めたコートを着てYWCA Overseas War Secretariesのカンファレンスに参加し、20個以上のポピーを他の参加者に配布した。1920年、National American Legionは、このポピーを記念日の公式のシンボルとして採用した。